# Воронін Олександр Сергійович
Олександр Сергійович Воронін — колишній радянський та український футболіст, що виступав на позиції півзахисника. Вихованець київського футболу.

## Досягнення
- Кубок УРСР
  - Володар: 1978
- Чемпіонат УРСР
  - Срібний призер: 1978
- Перша ліга СРСР з футболу
  - Бронзовий призер: 1969
- Друга ліга СРСР з футболу
  - Срібний призер: 1975
  - Бронзовий призер: 1973
- Найкращий бомбардир команди: 1969, 1971, 1973, 1974

## Клубна статистика
| Виступи             | Виступи           | Виступи           | Ліга | Ліга | Кубок | Кубок | Всього | Всього |
| Клуб                | Ліга              | Сезон             | Ігри | Голи | Ігри  | Голи  | Ігри   | Голи   |
| ------------------- | ----------------- | ----------------- | ---- | ---- | ----- | ----- | ------ | ------ |
| Динамо-2 (Київ)     | Чемпіонат СРСР    | 1965              | 11   | 0    | —     | —     | 11     | 0      |
| Енергія (Чебоксари) | Чемпіонат СРСР    | 1966              | 1    | 0    | 1     | 0     | 2      | 0      |
| Енергія (Чебоксари) | Чемпіонат СРСР    | 1967              | 1    | 1    | —     | —     | 1      | 1      |
| Хімік (Березники)   | Чемпіонат СРСР    | 1968              | 11   | 3    | —     | —     | 11     | 3      |
| Металург (Куйбишев) | Чемпіонат СРСР    | 1968              | 16   | 2    | —     | —     | 16     | 2      |
| Металург (Куйбишев) | Чемпіонат СРСР    | 1969              | 29   | 3    | —     | —     | 29     | 3      |
| Крила Рад           | Чемпіонат СРСР    | 1970              | 14   | 2    | 3     | 1     | 17     | 3      |
| СКА-Хабаровськ      | Чемпіонат СРСР    | 1971              | 37   | 13   | —     | —     | 37     | 13     |
| СКА-Хабаровськ      | Чемпіонат СРСР    | 1972              | 10   | 5    | —     | —     | 10     | 5      |
| Торпедо (Володимир) | Чемпіонат СРСР    | 1973              | 33   | 22   | —     | —     | 33     | 22     |
| Торпедо (Володимир) | Чемпіонат СРСР    | 1974              | 34   | 17   | —     | —     | 34     | 17     |
| Торпедо (Володимир) | Чемпіонат СРСР    | 1975              | 23   | 6    | —     | —     | 23     | 6      |
| Всього за кар'єру   | Всього за кар'єру | Всього за кар'єру | 220  | 74   | 4     | 1     | 224    | 75     |